# Le Verdon-sur-Mer
Le Verdon-sur-Mer település Franciaországban, Gironde megyében. Lakosainak száma 1389 fő (2022. január 1.). Le Verdon-sur-Mer Soulac-sur-Mer, Meschers-sur-Gironde és Saint-Georges-de-Didonne községekkel határos.

## Népesség
A település népességének változása:
| Lakosok száma | 1630 | 1616 | 1344 | 1358 | 1369 | 1350 | 1335 | 1326 | 1323 | 1389 |
|               | 1968 | 1982 | 1990 | 2006 | 2013 | 2015 | 2017 | 2019 | 2020 | 2022 |